# David Bartel
David P. Bartel (geb. vor 1982 in den USA) ist ein US-amerikanischer Molekularbiologe am Massachusetts Institute of Technology.

## Leben
Bartel erwarb 1982 am Goshen College in Goshen, Indiana, einen Bachelor in Biologie. Anschließend arbeitete er mit seiner Frau für das Mennonite Central Committee in Sambia. 1993 erwarb Bartel an der Harvard University in Cambridge, Massachusetts, einen Ph.D. in Virologie. Seine Dissertation trug den Titel RNA recognition and catalysis: I. New ribozymes from random sequences ; II. The HIV rev-RRE interaction. Als Postdoktorand ging er 1994 an das Whitehead-Institut für biomedizinische Forschung in Cambridge, Massachusetts, wo er auch in der Folge blieb. 1996 erhielt er eine Professur für Biologie (Assistant Professor, 2002 Associate Professor) am Massachusetts Institute of Technology, ebenfalls in Cambridge, Massachusetts. Derzeit (Stand 2023) hat er dort eine ordentliche Professur.
Seit 2005 forscht Bartel zusätzlich für das Howard Hughes Medical Institute.
Bartel ist verheiratet und hat drei Kinder.

## Wirken
Bartel entdeckte eine Reihe katalytisch wirksamer RNA und analysierte die Gene, die für microRNA codieren, und die Moleküle, an die diese binden. Seine Arbeiten stützen die RNA-Welt-Hypothese. 2001 synthetisierte er ein Ribozym, das wiederum in der Lage ist, einen RNA-Strang zu synthetisieren, der zu einer Vorlage komplementär ist (Replikation). Außerdem konnte Bartel zeigen, dass sich eine RNA auf verschiedene Weisen falten und so verschiedene Reaktionen katalysieren kann.
Bartel gehört zu den meistzitierten Wissenschaftlern auf dem Gebiet der Molekularbiologie und Genetik.

## Auszeichnungen (Auswahl)
- 2002 AAAS Newcomb Cleveland Prize der American Association for the Advancement of Science[4]
- 2005 NAS Award in Molecular Biology[5]
- 2005 Grand Prix scientifique der Fondation Louis D. beim Institut de France[6]
- 2009 David Perlman Memorial Lectureship der American Chemical Society[7]
- 2011 Mitgliedschaft in der National Academy of Sciences